# Harry Martinson
Harry Martinson (født 6. maj 1904, død 11. februar 1978 i Stockholm) var en svensk forfatter og poet. Han blev tildelt nobelprisen i litteratur i 1974 sammen med landsmanden Eyvind Johnson.

## Priser og udmærkelser
- Nobelprisen i litteratur 1974
- Evert Taube-stipendiet 1968
- Sveriges Radios Lyrikpris 1967
- Bellmanprisen 1962
- Litteraturfrämjandets store pris 1955
- Doblougprisen 1954
- BMF-plaketten 1954
- Bellmanprisen 1951
- Övralidsprisen 1949
- Gustaf Fröding-stipendiet 1947
- Svenska Dagbladets litteraturpris 1944
- De Nios store pris 1938

### Romaner
- Nässlorna blomma 1935
- Vägen ut 1936
- Den förlorade jaguaren 1941
- Vägen till Klockrike 1948

### Essayer
- Resor utan mål 1932
- Kap farväl 1933
- Svärmare och harkrank 1937
- Midsommardalen 1938
- Det enkla och det svåra 1938
- Verklighet till döds 1940
- Utsikt från en grästuva 1963

Posthumt udgivet:
- Gyro 1986 (skrevet omkring 1946–47)

### Digtsamlinger
- Spökskepp 1929
- Nomad 1931 (illustreret udgave 1943, illustrationer af Torsten Billman)
- Natur 1934
- Passad 1945
- Cikada 1953
- Aniara 1956. Eposset ligger til grund for operaen Aniara med libretto af Erik Lindegren og musik af Karl-Birger Blomdahl.
- Gräsen i Thule 1958
- Vagnen 1960
- Dikter om ljus och mörker 1971
- Tuvor 1973

Posthume udgivelser:
- Längs ekots stigar 1978
- Doriderna 1980

### Radiostykker
- Gringo (radiopjäs)
- Salvation 1947
- Lotsen från Moluckas 1948

### Teaterstykker
- Tre knivar från Wei 1964

### Salmer
- De blomster som i marken bor

### Filmmanuskripter
1953 - Vägen till Klockrike